# Vara, Estland
Vara är en by (estniska: küla) i Peipsiääre kommun i landskapet Tartumaa i östra Estland. Byn ligger cirka 160 kilometer sydost om huvudstaden Tallinn, på en höjd av 58 meter över havet. Antalet invånare 2012 var 406.
Innan kommunreformen 2017 utgjorde byn centralort i dåvarande Vara kommun. 

## Geografi
Terrängen runt Vara är platt. Runt Vara är det glesbefolkat, med 16 invånare per kvadratkilometer. Närmaste större samhälle är staden Tartu, cirka 18 kilometer sydväst om Vara. Omgivningarna runt Vara är en mosaik av jordbruksmark och naturlig växtlighet.

### Klimat
Årsmedeltemperaturen i trakten är 2 °C. Den varmaste månaden är juli, då medeltemperaturen är 18 °C, och den kallaste är februari, med −12 °C.